# Juan IV (papa)
Juan IV (Salona, ¿?-Roma, 12 de octubre de 642) fue el papa 72.º de la Iglesia católica de 640 hasta su muerte, en 642.
Arcediano de la Iglesia en el momento de su elección, su  breve pontificado se inició rechazando la Ecthesis, un edicto promulgado en 638 por el emperador Heraclio en el que se realizaba una profesión de fe monotelista, doctrina que mantenía que en Jesucristo existen dos naturalezas pero una sola voluntad. 
Asimismo, intentó romper la conexión existente entre esta doctrina, declarada herética, y el papa Honorio I, que la había aceptado durante su pontificado. Para ello envió una carta apologética al emperador bizantino Constantino III en la que mantenía que Honorio nunca afirmó que en Jesucristo hubiera dos naturalezas y una sola voluntad, sino que lo que defendió fue que en Él existían dos naturalezas pero negando que existieran dos voluntades contrarias.